# تپه کلنگ یه لنگی
تپه کلنگ یه لنگی مربوط به دوره ساسانیان است و در شهرستان کرمان، روستای لنگر ماهان واقع شده و این اثر در تاریخ ۱ فروردین ۱۳۴۵ با شمارهٔ ثبت ۵۰۱ به‌عنوان یکی از آثار ملی ایران به ثبت رسیده است.